# Kazuo Katō
Pour les articles homonymes, voir Katō et Kato.
Kazuo Katō  (加藤 和夫, Katō Kazuo), né le 1er janvier 1928 à Tokyo (Japon),, est un acteur et doubleur (seiyū) japonais.

## Biographie
Kazuo Katō étudie à l'Université Meiji Gakuin. Après avoir travaillé chez Bungakuza et Gekidan Subaru, il fait partie d'Ogi Ikuko,.

## Histoire
Il rejoint Bungakuza en 1946 qu'il quitte en 1963 pour participer à la formation du Gekidan Kumo. Après avoir travaillé avec Gekidan Keyaki, il participe à la fondation de Gekidan Subaru en 1976.
Après avoir quitté Subaru, il travaille principalement dans des séries télévisées. Il joue divers rôles, allant de bons citoyens à des méchants intellectuels en col blanc, tels que des dirigeants d'entreprise corrompus et des avocats d'entreprise.
Après la diffusion de A Morning to Take Care of My Mother (ABC) le 7 octobre 1997, il cesse d'apparaître dans des médias tels que des films et des drames, et est répertorié dans l'édition 2004 du Japan Talent Directory publié par VIP Times.

## Filmographie partielle

### Au cinéma
- 1955 : Vivre dans la peur d'Akira Kurosawa
- 1963 : Entre le ciel et l'enfer d'Akira Kurosawa
- 1970 : Dodes'kaden
- 1973 : La Submersion du Japon de Shirō Moritani : le secrétaire Mimura[4]
- 1975 : Tokyo Bay Burning : Officier responsable[4]
- 1979 : Nihon no fikusā
- 1980 : Yajū shisubeshi
- 1985 : Ran d'Akira Kurosawa
- 1988 : Sur la route de la soie (Dunhuang)
- 1989 : Shasō (社葬?) de Toshio Masuda
- 1992 : Oroshiya Kokusui Mutan

### À la télévision
- 1972 : Lion-Maru (CX)
- Taiyō ni hoero! （NTV / Tōhō）
- G-Men '75 (TBS)
- Taiga drama (NHK）
- 1980 : Kamen Rider (MBS)
- 1981 : Shadow Warriors (KTV）
- 1982 : Hiatari ryōkō! (NTV)
- 1985 : Taiga drama (NHK)
- 1986 : Asadora (NHK)
- 1996 : Hiroshima : Fumimaro Konoe (NHK)